# Jolanta Klimowicz
Jolanta Klimowicz-Osmańczyk (ur. 8 maja 1930 w Radomiu, zm. 21 lutego 2017 w Warszawie) – polska dziennikarka, reportażystka, publicystka. Była żoną dziennikarza i publicysty Edmunda Jana Osmańczyka (1913–1989).

## Życiorys
Studiowała orientalistykę i filozofię na Uniwersytecie Warszawskim.
Była redaktorką w Dziale Wydawniczym Politechniki Warszawskiej (1956–1957), od grudnia 1957 do 1990 pracowała w Polskim Radio (w latach 1990–2007 stała współpraca). Od 1958 do 1959 w USA. Od 1961 przez kilka lat przebywała wraz z mężem w Brazylii i Meksyku. Publikowała korespondencje i reportaże, głównie z Ameryki Łacińskiej, w dziennikach: „Kurier Polski” (1961–1964), „Życie Warszawy” (1964–1972), „Trybuna Robotnicza” (Katowice, 1972–1980), „Rzeczpospolita” (1982–1990), „Trybuna Opolska”; współpracowała m.in. z czasopismami: „Służba Zdrowia”, „Widnokręgi”, „Zwierciadło”, pismami Interpressu i in. Od 1990 do 1993 przebywała w Chile.
W 1979 otrzymała meksykański Order Orła Azteckiego.
Członek Stowarzyszenia Dziennikarzy Polskich, ZAiKS-u (do 2007), Rodziny Katyńskiej.
Mieszkała w Warszawie, przy placu Zamkowym.

## Twórczość
- Indiańska Okaryna. Reportaże z andyjskich krajów (Ludowa Spółdzielnia Wydawnicza 1967)[8]
- Życie i śmierć w Ameryce Łacińskiej (wstęp: Bogusław Kożusznik; Państwowy Zakład Wydawnictw Lekarskich 1970)[9]
- Diabły z Bahia (Ludowa Spółdzielnia Wydawnicza 1972)[10]
- Moje Chile (Książka i Wiedza 1973; seria: „Kontynenty”)[11]
- Meksyk, miasto trzech kultur (Ludowa Spółdzielnia Wydawnicza 1974)[12]
- Meksyk zaczyna się w Veracruz (Krajowa Agencja Wydawnicza 1977)[13]

## Publikacje w pracach zbiorowych
- Życie w cieniu „Encyklopedii”, [w:] Edmund Jan Osmańczyk. Dziennikarz-publicysta-parlamentarzysta we wspomnieniach bliskich i przyjaciół (Wydawnictwo Uniwersytetu Opolskiego – Senat Rzeczypospolitej Polskiej 2004, ISBN 83-7395-075-3)
- Historie z dalekich stron [w:] Wokół reportażu podróżniczego. Tom 3. Lucjan Wolanowski (1920–2006). Studia – szkice – materiały (Wydawnictwo Uniwersytetu Śląskiego, Katowice 2009, seria: „Prace naukowe Uniwersytetu Śląskiego nr 2683”, ISBN 978-83-226-1802-8, ISSN 0208-6336)